# Haubrich József
Haubrich József (Detta, 1883. november 9. – Moszkva, kommunarkai kivégzőhely, 1938. június 8.) szociáldemokrata politikus, a Magyarországi Tanácsköztársaság idején kereskedelmi, később hadügyi népbiztos, a Peidl-kormányban hadügyminiszter.

## Élete
1902-ben kapcsolódott be a szocialista mozgalomba. 1906-ban belépett a Magyarországi Szociáldemokrata Pártba. A budapesti Munkásbiztosító Pénztár tisztviselője, az első világháború végén a Magyarországi Szociáldemokrata Párt vezetőségének tagja volt. A Magyarországi Tanácsköztársaság idején kereskedelmi, majd hadügyi népbiztos, Budapest katonai parancsnoka. Minden bizonnyal tudomása volt a proletárdiktatúra ellen készülő június 24-i puccskísérletről, amellyel szemben csak akkor lépett fel, amikor már nyilvánvalóvá vált annak kudarca. Mint a Peidl-kormány hadügyminisztere (1919. augusztus 1. – augusztus 6.) lefegyverezte a Vörös Őrséget. Ennek ellenére 1920 decemberében az ún. népbiztosperben halálra ítélték. A szovjet–magyar fogolycsere-akció keretében a Szovjetunióba került, ahol vasgyári munkásként élte le élete hátralevő részét. 1938. február 27-én kémkedés vádjával letartóztatták, 1938. május 8-án halálraítélték, s június 8-án végrehajtották az ítéletet. 1956. október 17-én rehabilitálták.